# لورا أوكلي
لورا أوكلي (بالإنجليزية: Laura Oakley)‏ هي ممثلة أمريكية، ولدت في 10 يوليو 1879 في أوكلاند في الولايات المتحدة، وتوفيت في 30 يناير 1957 في ألتادينا في الولايات المتحدة.

## وصلات خارجية
- لورا أوكلي على موقع IMDb (الإنجليزية)
- لورا أوكلي على موقع قاعدة بيانات الفيلم (الإنجليزية)